# Kościół w Mästerby
Kościół w Mästerby – świątynia należąca do diecezji Visby Kościoła Szwecji. Znajduje się w zachodniej części Gotlandii.

## Architektura
Większa część kościoła pochodzi z XIII wieku. Jako pierwsze zbudowano nawę, prezbiterium i absydę. Nieco później dostawiono także wieżę. Wygląd świątyni niezbyt mocno zmienił się od czasów średniowiecza. Znacznie późniejsza jest jedynie zakrystia, którą dobudowano w 1790 roku.

## Wnętrze

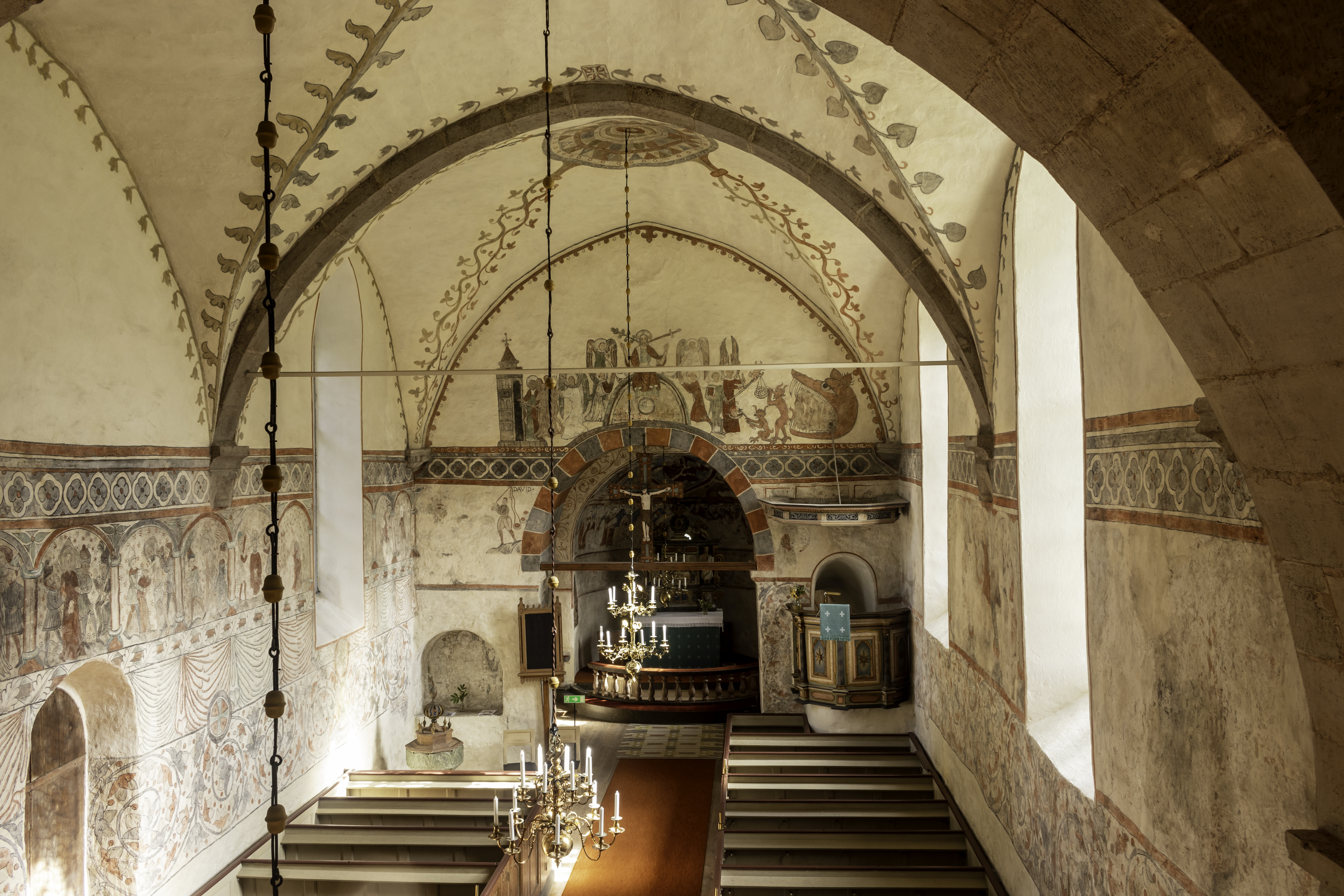
Wnętrze kościoła

Wnętrze kościoła jest bogato zdobione freskami pochodzącymi z okresu od XIII do XVII wieku. W absydzie zachowało się kilka fresków romańskich, ale inne zostały pokryte późniejszymi malowidłami. Sklepienia w nawie zdobią freski z XIV wieku, zaś na ścianach widnieją malowidła Mistrza Męki Pańskiej z XV wieku.
Romańska chrzcielnica pochodzi z XII wieku i jest dziełem anonimowego rzeźbiarza znanego jako Bizantios. Krzyż triumfalny pochodzi z XIII wieku, a pozostałe wyposażenie z okresu po reformacji: ołtarz z piaskowca z 1688 roku i ambona z XVIII wieku.